# Ілія (Румунія)
Ілія (рум. Ilia) — село у повіті Хунедоара в Румунії. Адміністративний центр комуни Ілія.
Село розташоване на відстані 317 км на північний захід від Бухареста, 21 км на захід від Деви, 118 км на південний захід від Клуж-Напоки, 111 км на схід від Тімішоари.

## Населення
За даними перепису населення 2002 року у селі проживали 1747 осіб.
Національний склад населення села:
| Національність | Кількість осіб | Відсоток |
| -------------- | -------------- | -------- |
| румуни         | 1715           | 98,2%    |
| угорці         | 22             | 1,3%     |
| турки          | 5              | 0,3%     |

Рідною мовою назвали:
| Мова      | Кількість осіб | Відсоток |
| --------- | -------------- | -------- |
| румунська | 1720           | 98,5%    |
| угорська  | 21             | 1,2%     |